# Рахметов, Марат Тельманович
Марат Тельманович Рахметов (1 июня 1989 — 24 июня 2013) — программист, Кавалер Ордена Мужества (посмертно), 24 июня 2013 года в подмосковном Звенигороде ценой собственной жизни спас двух (по другим данным троих) девочек, тонувших в реке. Посмертно был награжден медалью Уполномоченного по правам человека в РФ "Спешите делать добро". В январе 2014 года за мужество, самоотверженность, смелость и решительность, проявленные при спасении людей в экстремальных условиях, был посмертно награжден орденом Мужества.

## Биография
Рахметов Марат — табасаран по национальности. Родился в г. Махачкала, выходец из известного села Хапиль, Табасаранского района, Республики Дагестан.
Марат был единственным ребёнком в семье. Отец Тельман Сулейманович Рахметов —  доцент факультета экономики и дизайна Дагестанского педагогического университета.
Мать Майсарат Шапиевна Рахметова — учитель географии в школе №18 г. Махачкалы.
Окончив школу, Марат поступил на факультет программирования. Окончил тот же университет, в котором преподает отец, далее устроился работать по специальности.

## Подвиг
24 июня 2013 года Марат Рахметов со своим двоюродным братом Расимом отдыхал на берегу Москвы-реки в районе Звенигорода. Недалеко от них отдыхала группа местных подростков из семи человек, которые периодически купались в реке. В районе, где река Мозжинка впадает в Москву-реку, две 14-летние школьницы попали в сильное течение и водоворот. Видя, что справиться с течением они не могут, девушки начали кричать.
Не умея плавать, он бросился в воду, доплыл до тонущих подростков, успел вытолкнуть 14-летних подружек Юлию Аникьеву и Репсиме Керогян на мелководье, однако сам не смог справиться с течением и почти моментально исчез под водой. Попытки найти и спасти Марата Рахметова ни к чему не привели.
Несколько дней продолжались активные поиски, но только 27 июня тело 24-летнего Марата Рахметова было обнаружено в Москва-реке, недалеко от места трагедии. Эта трагическая история получила большой резонанс.

## Общественная реакция
Слова соболезнования и благодарности за воспитание сына-героя в адрес его родителей выразил глава Дагестана Р.Г. Абдулатипов:
«Уважаемый Тельман Сулейманович и Майсарат Шапиевна, еще раз приносим очень глубокие соболезнования в связи с гибелью сына – это большое горе для родителей. Ведь для родителей самое главное, чтобы их дети были живы и здоровы. Для Дагестана и для России, я думаю, что и для семьи тоже, очень важно, что Марат оставляет после себя светлую память. Он ушел как герой. Мы очень много говорим об обязанностях родителей воспитывать детей. И сегодня выражаем вам благодарность за воспитание достойного сына. Всех вам благ, держитесь! Дай Аллах, чтобы Всевышний был милостив к нам».
Депутат городского собрания Махачкалы Магомед Магомедов в своем выступлении рассказал, что он является одноклассником Марата Рахметова:
«Я помню его еще со школьной скамьи, как порядочного, воспитанного парня. Особенно мне запомнились его улыбка и прекрасное чувство юмора, он был добрым и веселым парнем. Нам всем тяжело вспоминать его кончину, но такие мероприятия необходимы, чтобы современная молодежь помнила о настоящих героях Дагестана»
Депутат Народного Собрания Дагестана Магомед Курбанов выразил благодарность руководству республики и вуза за поддержку инициативы увековечивания памяти Марата Рахметова и отметил, что его поступок является гордостью для всех дагестанцев:
«За 3 года нет ни одного дня, когда бы мы не вспоминали Марата. Не умея плавать, он бросился в воду и спас жизни двум девочкам. Это по-настоящему героический, мужской поступок, открывший новую страницу Табасарана. Ежегодно в Табасаранском районе проводятся спортивные мероприятия, участники которых были инициаторами присвоения школе имени Марата в его родном селе»

## Увековечивание памяти
- Именем героя названа школа в его родовом селе Хапиль.[8]
- Ежегодно в Табасаранском районе проводятся спортивные мероприятия памяти Марата Рахметова.[6][9]
- Мемориальную доску памяти Марата Рахметова открыли на здании Дагестанского государственного педагогического университета.[6]
- Герою посвящают стихи и песни.[6]
- Планируется снять документальный фильм о Марате Рахметове.[10]
- Инициативная группа махачкалинцев вышла с предложением присвоить школе №18 столицы Дагестана имя Марата Рахметова и назвать одну из улиц города именем героя.[3]

## Ходатайства о присвоении звания «Герой России»
Общественные организации Дагестана ходатайствуют перед Президентом РФ о присвоении Марату Рахметову звания «Герой России».